# ENP
De ENP of Empresa Nacional Portuaria is de havenautoriteit in Honduras.
De ENP werd tot stand gebracht door het congres op 14 oktober 1965 en heeft daarbij de bevoegdheid gekregen over alle havens van het land; Puerto Cortés, La Ceiba en Puerto Castilla in het noorden en San Lorenzo in het zuiden met als doel de economie verder te ontwikkelen door aangepaste diensten en installaties te voorzien in deze havens.
De voorzitter is José Rosario Bonano, minister van openbare werken en transport in Honduras.

## Geschiedenis
De ENP trad voor het eerst in werking in maart 1966 met Ricardo Reyes Cerrato als hoofd.
In 1967 begon de onderhandeling met de spoorwegen (vooral gebruikt door United Fruit Company), kocht men gebouwen op en werden vele delen van de bestaande infrastructuur vernieuwd. Daarna werden meer gebouwen en kades gebouwd door een Noord-Amerikaans bedrijf. Hierdoor konden schepen met vaste en vloeibare ladingen, general cargo, rollend materieel en containers aanmeren langs kades met een totale lengte van 1157m.
Doorheen de jaren heeft de ENP zich ingezet om de havens van Honduras te vernieuwen wat tot een blijvende groei leidde. Tegenwoordig maken containers en fruit een groot deel van de import/export uit.

## Missie
De ENP wil Honduras lanceren als belangrijk verkeerspunt in de koopvaardij door een voortdurende vernieuwing door te voeren in de haveninfrastructuur zonder hierbij het milieu te vergeten.
Ze wil de havens (vooral dan Puerto Cortés) profileren door hun strategische positie, competitieve tarieven, beveiliging, zorg voor het milieu en ontwikkeling.
Stijgende import en export toont aan dat men in de opzet aan het slagen is. Desondanks blijft Honduras een van de armste landen in Latijns-Amerika.